# Elektrárna Ašalim
Elektrárna Ašalim (hebrejsky: תחנת הכוח באשלים) je solární elektrárna, která leží v Negevské poušti poblíž kibucu Ašalim v jižním Izraeli. Celkový výkon elektrárny má být 250 MW, což představuje 2,5 % izraelské spotřeby elektrické energie. Elektrárna kombinuje tři druhy výroby elektrické energie, a to solárně-termální výrobu, fotovoltaiku a spalování zemního plynu.

## Historie
Výběrové řízení na provozovatele mělo být hotovo do konce roku 2008, ale v říjnu 2009 se ale uvádělo, že tendr má zpoždění kvůli právním a úředním průtahům. V roce 2010 oznámila společnost Ormat Industries, že se zapojuje do konsorcia firem, které o zadání zakázky na provoz elektrárny usilují.
Po některých změnách dodavatelů je hlavním investorem a provozovatelem firma Megalim Solar Power, vlastněná fondem NOY (75%) a GE Renewable (25%).
Jako první část byla počátkem roku 2018 zprovozněna solární elektrárna o špičkovém výkonu 30 MW .  Výstavbou solární věže, ve které se mění voda na páru, byl pověřen koncern General Electric a turbína od téhož dodavatele byla připojena do sítě v roce 2019.

## Současná instalace
Fotovoltaická elektrárna Ashalim C byla rozšířena na 75 MW.
Ashalim B je 260 metrů vysoká centrální věž, nejvyšší stavba svého druhu na světě až do roku 2021, kdy byla v Dubaji dokončena solární věž o 262 metrech. Na věž je namířeno 50 600 počítačem řízených a bezdrátově propojených zrcadel (heliostatů) z plochy přes 3 km2. Pára vyrobená ve věži pohání turbínu o výkonu 121 MW, 
Ashalim A soustřeďuje solární energii parabolickým žlabem a ukládá ji do solného roztoku s udávanou dobou akumulace až 4,5 hodiny.